# François Hemsterhuis
François Hemsterhuis est un écrivain et philosophe néerlandais, né le 27 décembre 1721 à Franeker et mort le 7 juillet 1790 à La Haye. Il s’est particulièrement intéressé à l’esthétique et à la philosophie morale.

## Biographie
Né dans la petite ville frisonne de Franeker le 27 décembre 1721, Franciscus Hemsterhuis était le fils de l'éminent helléniste Tibère Hemsterhuis. Après des études de mathématiques, de physique et d’astronomie à Leyde, où il suivit les cours du physicien et philosophe hollandais Willem Jacob 's Gravesande, Hemsterhuis se vit confier l’éducation du jeune Frans Fagel, qui devint son meilleur ami par la suite et auquel il dédia la Lettre sur l’homme et ses rapports.
De 1755 à 1780, il occupa à La Haye le poste de commis auprès du Secrétaire du Conseil d’État des Provinces-Unies. Introduit chez le prince Dimitri Alexeievitch Galitzine ou Golitsyn, Hemsterhuis se lia d’amitié vers 1775 avec la jeune princesse Amélie Galitzine. La princesse venait de quitter son mari pour s’installer, avec ses deux enfants, dans une métairie sur la route de Scheveningue, près de La Haye. L’amitié passionnée entre le Socrate hollandais et la princesse Galitzine, qu’il nommait sa Diotima, donna lieu à une abondante correspondance qui se poursuivit jusqu’à la mort de son mentor.
Le rôle de Friedrich Heinrich Jacobi a été prépondérant dans la propagation de la philosophie de Hemsterhuis en Allemagne. Grâce à leur amitié personnelle, initiée par la princesse de Galitzine, ils entretenaient un échange d’idées régulier, souvent par l’intermédiaire de la princesse. Jacobi traduisit l’Alexis en 1787 et mit la main à la première édition des Œuvres philosophiques de son ami (1792). En dehors de Jacobi, la pensée de Hemsterhuis enthousiasma les penseurs et poètes du « Sturm und Drang » avant de captiver les premiers Romantiques.
Hemsterhuis ne fut pas un philosophe de troisième rang, épigone venu trop tard ou adversaire borné d’une philosophie jugée trop audacieuse à son goût. L’oubli quasi général dans lequel il est tombé de nos jours contraste avec une réelle notoriété d’époque : assez peu connu à Paris, il eut de nombreux lecteurs au large de l’Europe française des Lumières. Diderot fit sa connaissance lors de son voyage en Russie. Il lut la Lettre sur l’homme et ses rapports en annotant l'exemplaire avant de le rendre à l'auteur. Retrouvé aux États-Unis deux siècles plus tard, la Lettre sur l’homme et ses rapports fut publiée avec les annotations de Diderot pour la première fois par Georges May en 1964, puis par Gerhardt Stenger en 2004.

## Œuvres
- Lettre sur une pierre antique (1762)
- Lettre sur la sculpture (1765, publiée en 1769)
- Lettre sur les désirs (1770)
- Lettre sur l'homme et ses rapports (1772, en ligne).
- Sophyle ou De la philosophie (1778), dialogue
- Aristée ou De la divinité (1779)
- Alexis ou De l’âge d’or (1787)
- Simon ou Des facultés de l’âme (dans Œuvres philosophiques)
- Alexis ou Du militaire (dans Œuvres philosophiques)
- Lettre de Dioclès à Diotime, sur l’athéisme (dans Œuvres philosophiques)
- Œuvres philosophiques, Paris, pub. p. H. J. Jansen, 1792, 2 vol. et Paris ,1809, 2 vol in 8 fig.

## Études
- Lettre sur l’homme et ses rapports, avec le commentaire inédit de Diderot, pub. p. G. May, New Haven et Paris, 1964.
- Diderot : Observations sur la « Lettre sur l’homme et ses rapports » de Hemsterhuis, pub. p. Gerhardt Stenger, dans Diderot : Œuvres complètes, t. XXIV, Paris, Hermann, 2004, p. 215-419.
- Leendert Brummel, Frans Hemsterhuis. Een philosofenleven, Haarlem, 1925.
- Henri L. Brugmans, « Diderot, le voyage de Hollande », dans Connaissance de l’étranger. Mélanges offerts à la mémoire de Jean-Marie Carré, Paris, 1964, p. 151-163.
- Roland Desné, « Un inédit de Diderot trouvé en Amérique ou les objections d'un matérialiste à une théorie idéaliste de l'homme », La Pensée, 118, 1964, p. 93-110.
- Klaus Hammacher, Unmittelbarkeit und Kritik bei Hemsterhuis, Munich, 1971.
- Herbert Moenkemeyer, François Hemsterhuis, Boston, 1975.
- Jean-Louis Vieillard-Baron, « Hemsterhuis, platonicien (1721-1790) », dans Dix-huitième siècle, 7, 1975, p. 129-146.
- Paul Pelckmans, Hemsterhuis sans rapports. Contribution à une lecture distante des Lumières, Amsterdam, 1987.
- Frans Hemsterhuis (1721-1790). Quellen, Philosophie und Rezeption / Sources, Philosophy and Reception / Sources, Philosophie et Réception. Symposia in Leiden und Münster zum 200. Todestag des niederländischen Philosophen, pub. p. M. F. Fresco, L. Geeraedts et K. Hammacher, Münster et Hambourg, 1995 (Niederlande-Studien, 9).